# Pellenes aethiopicus
Pellenes aethiopicus är en spindelart som beskrevs av Embrik Strand 1906. Pellenes aethiopicus ingår i släktet Pellenes och familjen hoppspindlar. Inga underarter finns listade i Catalogue of Life.